# Haslochbergschule
Die Haslochbergschule oder Grundschule ist ein denkmalgeschütztes Schulbauwerk in Groß-Bieberau. Das Einzugsgebiet sind Groß-Bieberau sowie die Stadtteile Rodau und Hippelsbach.

## Schulisches Angebot
Die Schulform ist die Grundschule. Sie beteiligt sich am JeKi-Projekt des Landes Hessen. Es gibt eine Schulbücherei, einen Werkraum für den Werk- und Kunstunterricht, eine Küche und einen PC-Raum. Für die Leseförderung wird das Programm Antolin genutzt. Außerdem die Software Lernwerkstatt zur Unterstützung des Lernens in allen Fächern. Im vierten Schuljahr lernen alle Kinder das 10-Finger-Schreiben auf der Tastatur.
Seit August 2019 nimmt die Schule an dem Pakt für den Nachmittag des Landes Hessen, ein Ganztagsangebot, teil.

## Geschichte
Das starke Anwachsen der Bevölkerung nach dem Zweiten Weltkrieg machte den Neubau einer Volksschule (Grundschule) nötig. Diese wurde 1950–1952 am Fuße des Haslochberges erbaut. Sie hatte ein Volksbad im Keller, war auf das modernste eingerichtet und galt damals als ein Vorzeigeobjekt im Kreis Dieburg.
Zusätzlich zur Volksschule war hier zunächst auch die Mittelschule (entspricht der heutigen Realschule) von 1951 bis 1957 untergebracht. Diese wurde 1957 aufgelöst und in die Mittelschule in Reinheim integriert. 1966 war das neue Schulzentrum Odenwald, die heutige Albert-Einstein-Schule, fertiggestellt. Seitdem ist die Haslochbergschule eine reine Grundschule.

## Beschreibung
Die Haslochbergschule ist ein langgestreckter zweigeschossiger Bau mit flachem Satteldach. Jeder Klassenraum hat vier große Fenster. Zuerst gab es acht Klassenräume. Später wurde sie an der Südseite um zwei weitere Klassenräume erweitert, so dass zehn Klassenräume zur Verfügung stehen. Nach Nordwesten schließt sich ein langgestrecktes eingeschossiges Gebäude an. Der darin befindliche rundbogige Tordurchgang ist der Haupteingang zum Schulhof und zum Schulgebäude. Die Räume unter dem Uhrturm waren früher die Hausmeisterwohnung. Heute ist darin die Küche. An diese angrenzend wurde 2021–2022 eine Mensa gebaut, die seit dem Schuljahr 2022/23 erstmals genutzt wird.
Am Schulhof befand sich ein eingeschossiger Pavillon, der ebenfalls für Unterrichtszwecke genutzt wurde. Dieser wurde 2019 durch einen zweigeschossigen Neubau ersetzt, in dem nun die Nachmittagsbetreuung stattfindet.
Die Schule ist ein Kulturdenkmal aus geschichtlichen Gründen. Zum Kulturdenkmal gehört nur das ursprüngliche Gebäude. Der Anbau mit den zwei weiteren Klassenräumen, die neue Mensa und der Pavillon gehören nicht zum Kulturdenkmal.

## Bildergalerie

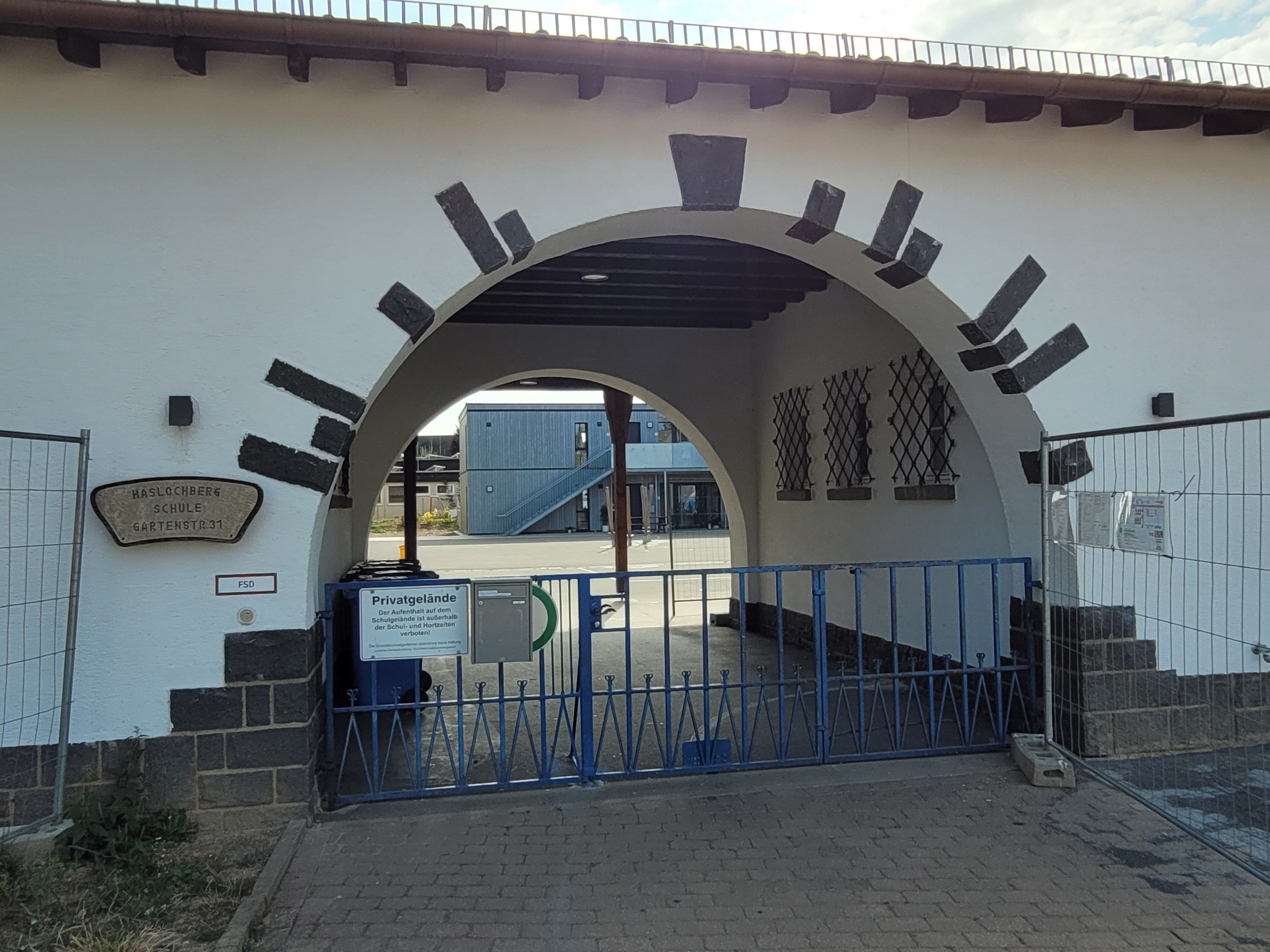
Haupteingang
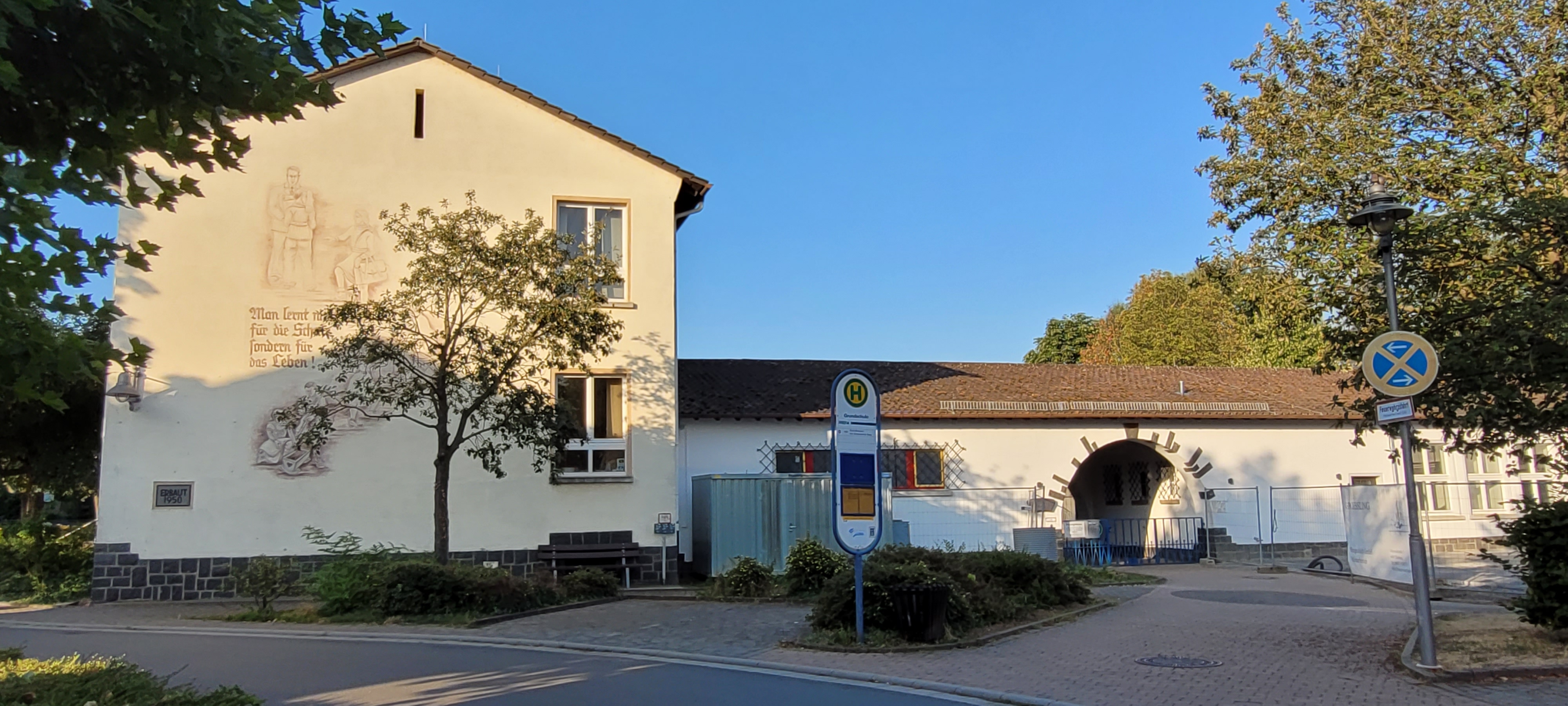
Haslochbergschule
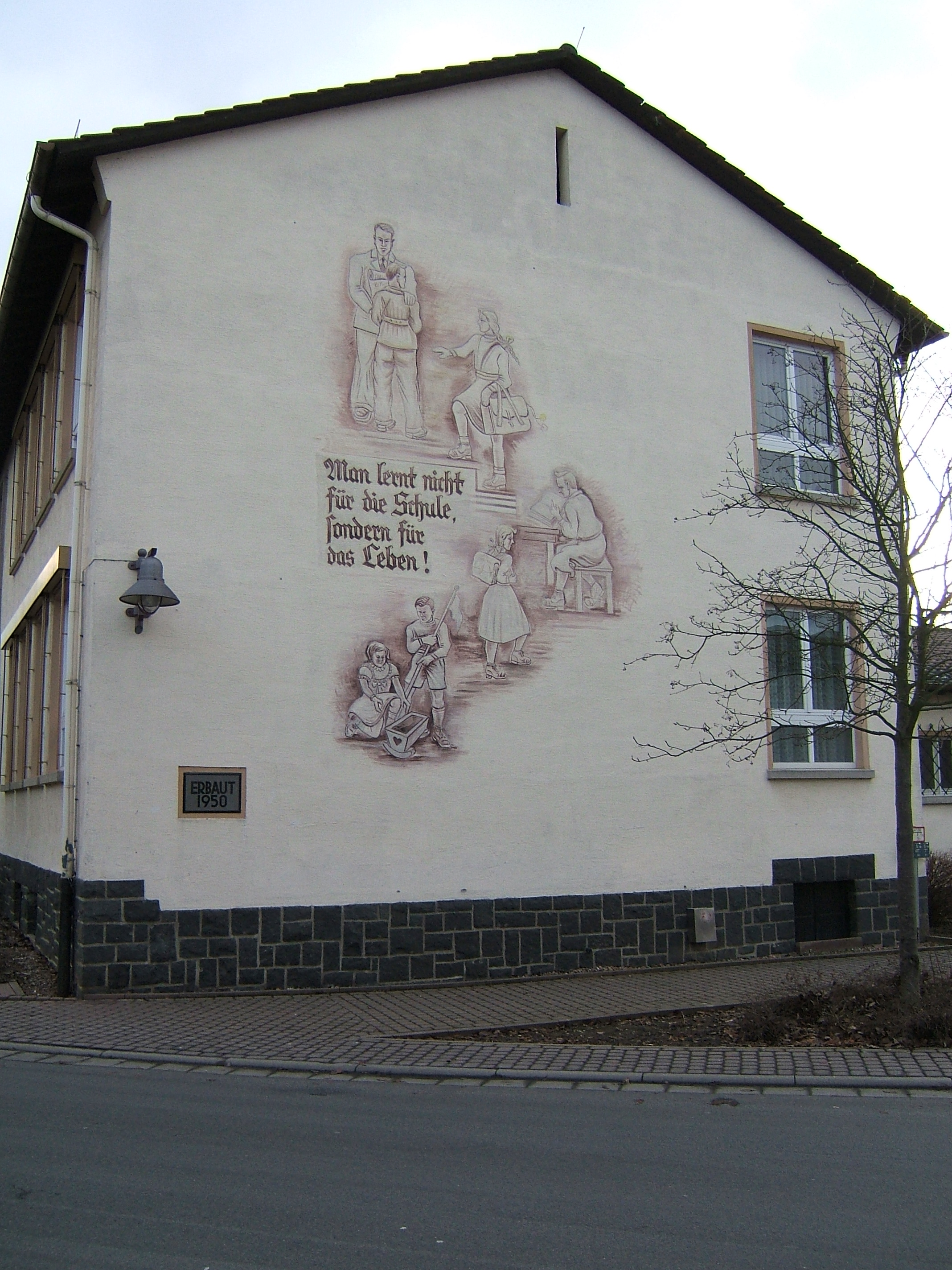
Haslochbergschule
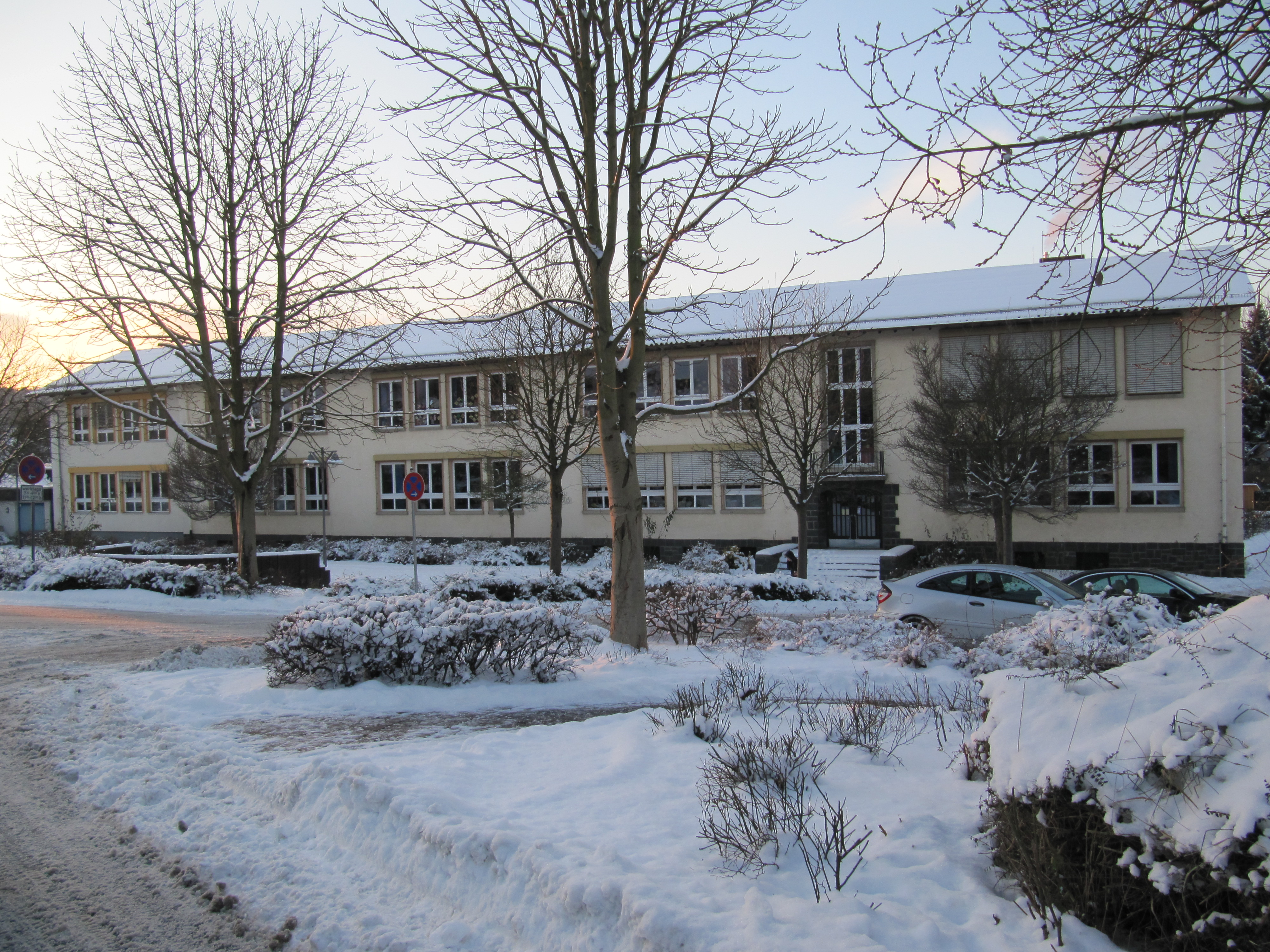
Blick von der Straße Am Haslochberg
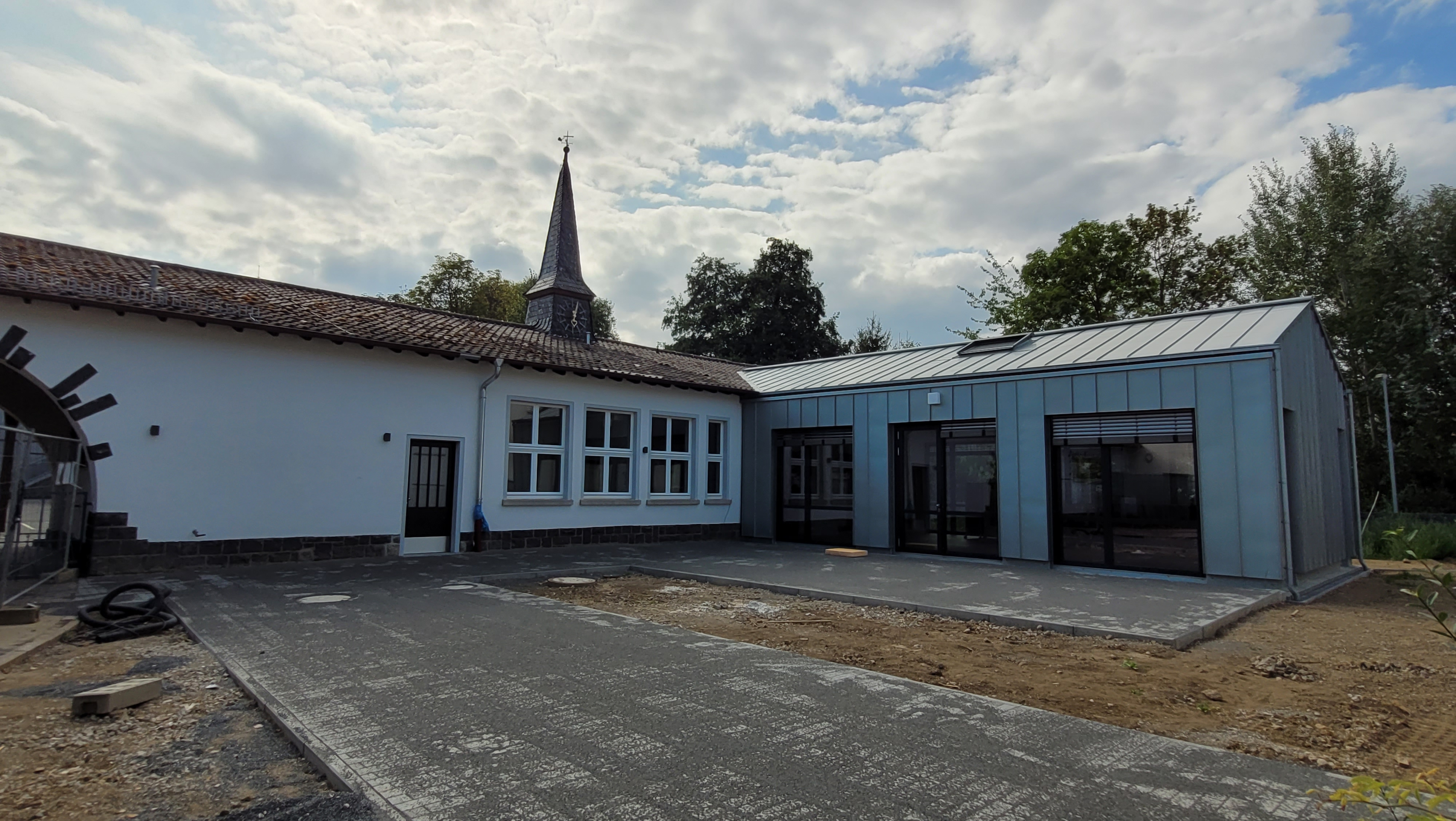
Rechts die neue Mensa
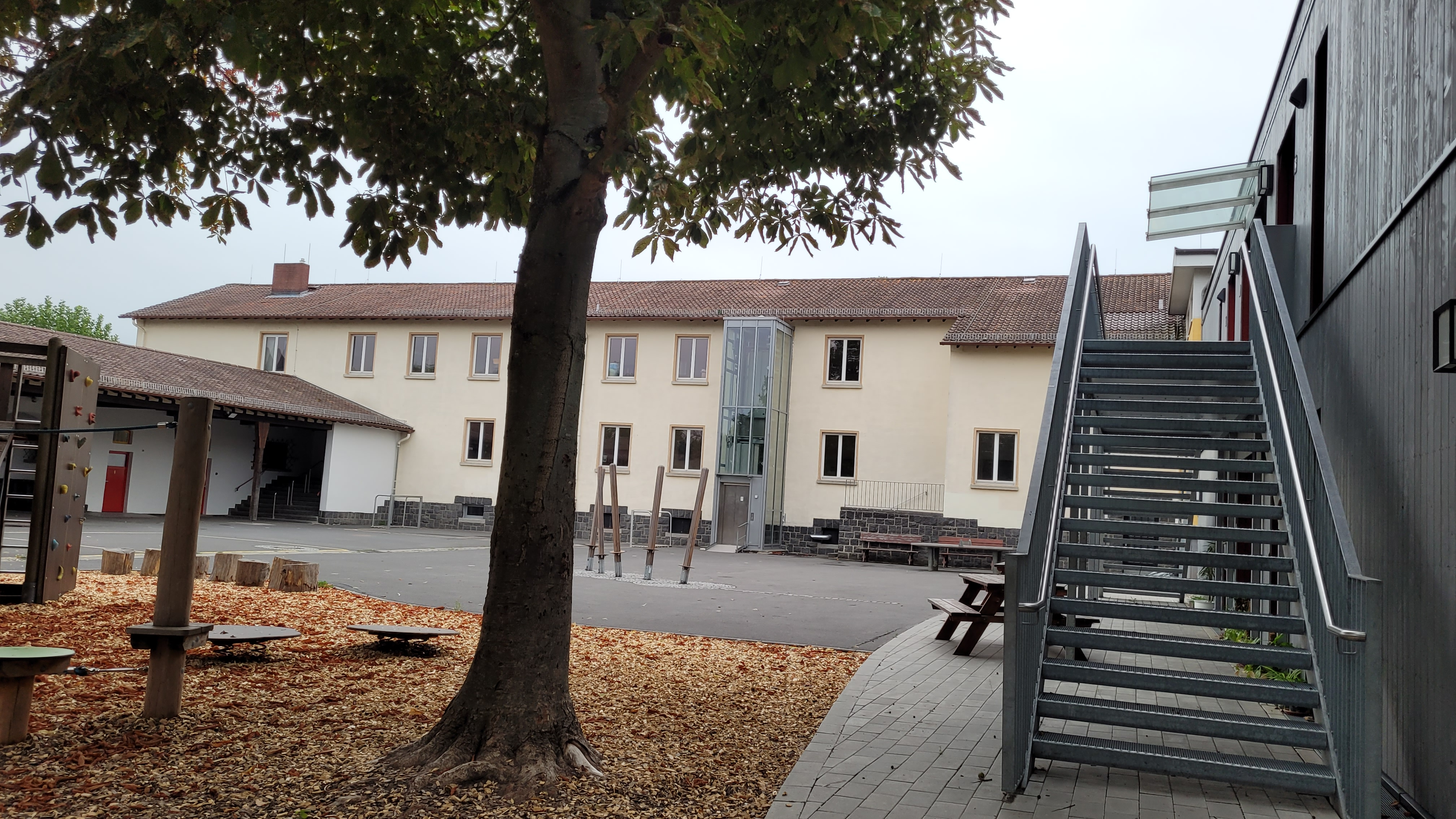
Schulhof, rechts der neue Pavillon